# Виссарионов, Сергей Евлампиевич
Сергей Евлампиевич Виссарионов (1867, Коломна — не ранее 1918) — деятель политического сыска Российской империи, цензор.

## Биография
Родился в Коломне 30 мая 1867 года. Отец — Евлампий Евграфович Виссарионов (1837—?), штаб-офицер, надворный советник, бухгалтер Московского окружного интендантского управления; мать — Елизавета Николаевна, урожд. Клеопан, дочь губернского секретаря. Старшая сестра Клеопатра (12.10.1869 — ?), младший брат — Александр (11.8.1880 — 1942 (от рака)), помощник исправника в Покровском уездном полицейском управлении Владимирской губернии.
Обучался в течение пяти лет в Московской 1-й прогимназии, продолжил обучение в 1-й Московской гимназии, по окончании которой в июле 1885 года был зачислен без экзаменов на юридический факультет Московского университета; 27 мая 1889 получил свидетельство № 44 о зачёте восьми полугодий; в сентябре-октябре того же года представил сочинение по уголовному праву по теме: «О влиянии юного возраста на уголовную ответственность» и сдал в юридической испытательной комиссии при московском университете (под председательством прокурора Московской судебной палаты Н. В. Муравьева) экзамены (с отметками «весьма удовлетворительно» и «удовлетворительно»); 1 ноября 1889 года удостоен диплома 2-й степени (№ 258 от 10 янв. 1890).
С 1889 года служил по судебному ведомству; с 1894 года — судебный следователь Кашинского окружного суда по 2-иу участку Бежецкого уезда Тверской губернии, в 1900 году — коллежский асессор, товарищ прокурора Вологодского окружного суда, в 1904 году — надворный советник, товарищ прокурора Московского окружного суда . С 1906 года — прокурор Ярославского окружного суда.
С 7 января 1908 года — чиновник для особых поручений IV класса при министре внутренних дел, коллежский советник. С 12 января 1908 года по 1910 год исполнял должность вице-директора Департамента полиции, заведующий Особым отделом Департамента полиции. Занимался также кадрами Департамента и всех охранных отделений в России. В его же ведении были все агентурные расходы. Директор Департамента полиции С. П. Белецкий полностью доверял ему, они хорошо знали и понимали друг друга.
С 30 августа 1912 года — действительный статский советник. Был вице-директором Департамента полиции; 23 июня 1913 года назначен членом Совета Главного управления по делам печати, одновременно исполнял обязанности председателя Санкт-Петербургского комитета по делам печати. С 3 мая по 9 июня 1914 года — исполняющий обязанности начальника Главного управления по делам печати, совмещал эту должность с обязанностями старшего военного цензора Петроградской Военно-цензурной комиссии. С 16 ноября 1915 года — член Совета министра внутренних дел; 26 декабря командирован в царскую ставку для участия в Комиссии по выработке правил по военной цензуре и для ознакомления с постановкой розыска в Могилевском жандармском управлении. В марте 1916 года был назначен председателем Особой комиссии для выработки инструкции по охране императора и его семьи.
Был арестован после Февральской революции, через 2 недели освобождён. В начале апреля 1917 года по распоряжению министра юстиции П. Н. Переверзева вновь арестован. Допрашивался Чрезвычайной следственной комиссией Временного правительства в мае 1917 года.
Расстрелян в период «красного террора» — не ранее ноября 1918 года, когда был завершён судебный процесс по делу провокатора Р. В. Малиновского, на котором Виссарионов выступал свидетелем.

## Награды
Был награждён российскими и иностранными орденами:
- орден Св. Станислава 2-й ст. (1905)
- орден Св. Анны 2-й ст. (1908)
- орден Св. Владимира 3-й ст. (1914)
- большой офицерский крест ордена Итальянской короны (1911)
- офицерский крест ордена Почётного легиона (1912)
- орден Бухарской Золотой звезды 1-й ст. (1915)